# عرامو
عرامو (به عربی: عرامو) یک روستا در سوریه است که در استان لاذقیه واقع شده‌است. عرامو ۴۹۰ نفر جمعیت دارد.